# Танбур
Танбу́р, также тамбу́р (перс. تنبور‎) — струнно-щипковый музыкальный инструмент типа лютни, с декой (корпусом) грушевидной формы и длинным грифом, распространённый в арабских странах, Иране, Средней Азии и у уйгуров (тамбир). Общая длина танбура составляет 1100—1300 мм. Звук извлекается плектром. Большинство словарей указывает, что у танбура 3 струны. Однако в Словаре музыкальных терминов Ю. Е. Юцевича (1988) приведена следующая классификация танбуров: дутар — 2-струнный, сетар — 3-струнный, чартар — 4-струнный, панжтар — 5-струнный, шаштар — 6-струнный (согласно персидским числительным от 2 до 6). Танбур — инструмент с длинной ручкой и чашей грушевидной формы, обычно изготавливаемый из тутового дерева. Танбур был одним из старейших музыкальных инструментов древнего Ирана.